# Stasikomödie
Stasikomödie ist eine Filmkomödie von Leander Haußmann, die am 19. Mai 2022 in die deutschen Kinos kam. Es handelt sich dabei nach Sonnenallee und NVA um den dritten und letzten Teil seiner DDR-Trilogie.

## Handlung
Der anerkannte Romanautor Ludger Fuchs war früher eines der Gesichter der DDR-Opposition im Prenzlauer Berg. Von seinem Umfeld hat er sich dazu drängen lassen, Einsicht in seine Stasi-Akte zu beantragen. Darin findet er einen zerrissenen und wieder zusammengeklebten intimen Brief, der seine Frau Corinna hellhörig werden lässt. Seine Beteuerung, dieser stamme aus der Zeit, bevor er Corinna kennengelernt habe, ist offensichtlich falsch und besänftigt sie nicht.
Ludger erinnert sich, wie er Anfang der 1980er-Jahre als junger Mann von der Stasi angeworben und in die Berliner Kulturszene am Prenzlauer Berg eingeschleust wurde. Schnell avanciert der eigentlich als Spitzel eingesetzte und stets systemtreue Ludger zu einem gefragten Dichter der Künstlerszene. Und er hat sich in die mysteriöse Nathalie verliebt.

## Reale Bezüge
Die Figur des Ludger Fuchs wurde als Anspielung auf den Schriftsteller Sascha Anderson gedeutet.  In einer Szene sichtet Erich Mielke den Fernseh-Fortsetzungsfilm Sachsens Glanz und Preußens Gloria (1987), den er genehmigt. Er schlägt den Regisseur für den Nationalpreis vor. Siemens lässt ihn wissen, dass dieser den Preis schon erhalten habe. Mielke schlägt daraufhin den Hauptdarsteller (Dietrich Körner) vor. Siemens sagt, er sei ein Querulant und habe zehn Jahre Berufsverbot gehabt, worauf Mielke abwinkt. Später wird im Film ein Maskenball zu Mielkes Ehren gegeben, auf dem dieser ähnlich wie im Fernsehfilm als August der Starke verkleidet ist. Die Szene wurde als Anspielung darauf gedeutet, dass Haußmann in Sachsens Glanz und Preußens Gloria 1987 seine erste Darstellerrolle hatte.

## Produktion

### Filmstab und Besetzung
Regie führte Leander Haußmann, der auch das Drehbuch schrieb. Es handelt sich bei Stasikomödie nach Sonnenallee und NVA um den dritten und letzten Teil seiner DDR-Trilogie.
David Kross und Jörg Schüttauf teilen sich die Hauptrolle des Stasi-Mitarbeiters Ludger Fuchs. Des Weiteren im Film zu sehen sind Margarita Broich und Antonia Bill, die sich die Rolle seiner Frau Corinna teilen, Deleila Piasko als Nathalie, Uwe Dag Berlin als Pater Benedikt, Henry Hübchen, Steffi Kühnert, Detlev Buck, Alexander Scheer, Tom Schilling, Carmen-Maja Antoni und Bernd Stegemann. Buck und Berlin waren bereits in Sonnenallee und NVA zu sehen, Hübchen bereits in Ersterem.

### Förderungen und Dreharbeiten
Der Film erhielt Produktionsförderungen vom Deutschen Filmförderfonds in Höhe von 1.152.000 Euro, vom Medienboard Berlin-Brandenburg in Höhe von 800.000 Euro, von der Filmförderungsanstalt 560.000 Euro und von der Mitteldeutschen Medienförderung in Höhe von 500.000 Euro.
Die Dreharbeiten fanden in Berlin, in Gera und Umgebung sowie in Breslau statt und wurden Anfang November 2019 beendet. Als Kameramann fungierte Michal Grabowski.

### Filmmusik, Marketing und Veröffentlichung
Die Filmmusik stammt von Malakoff Kowalski. Das Soundtrack-Album mit insgesamt 18 Musikstücken wurde zum Kinostart in Deutschland von der Königskinder Music GmbH veröffentlicht.
Im Film werden u. a. die Lieder „Kinder, ich bin nicht der Sandmann“ von der Klaus Renft Combo sowie „Dat du min Leevsten büst“ dargeboten.
Anfang April 2022 veröffentlichte Constantin Film einen ersten Teaser. Der Film kam am 19. Mai 2022 in die deutschen Kinos. Vom FilmFernsehFonds Bayern gab es hierfür eine Verleihförderung in Höhe von 205.000 Euro. Von Ende Mai bis Mitte Juni 2022 wurde er beim German Film Festival in Melbourne gezeigt.

## Rezeption

### Kritiken
Von der Deutschen Film- und Medienbewertung wurde Stasikomödie mit dem Prädikat Besonders wertvoll versehen. In der Begründung heißt es, Leander Haußmann habe gut daran getan, sich nicht auf die Stasi selbst zu konzentrieren, sondern das Beziehungsgeflecht seines Protagonisten Ludger Fuchs zu thematisieren. Stasikomödie sei keine brachiale Abrechnung mit der DDR-Vergangenheit, aber auch schenkelklopfende Kalauer und abgedroschene Scherze suche man vergebens. Stattdessen biete Haußmanns Film toll getimte, manchmal auch überdrehte kleine Feuerwerke tiefgründiger humoriger Szenen und reichlich Wortwitz. „Stasikomödie ist großartig erzählt und gut beobachtet, versprüht mindestens genauso viel Leidenschaft wie Humor und überzeugt mit brillanten Schauspielern.“
Andere Kritiker waren weniger überzeugt. Was bei Sonnenallee noch originell erschien, sei heute nur noch ein müder Abklatsch, so Britta Schmeis bei epd Film. Politisch wie humoristisch blieben die Ideen, so Maria Wiesner in der FAZ, eher flach. Der Film arrangiere sie mehr, als er sie inszeniere. Bettina Peulecke attestierte dem Film im NDR, subtil sei hier wenig, durchaus Absurdes kippe allzu oft ins Lächerliche. Vielleicht müsse man in der DDR gelebt haben, um den Film so zu sehen und zu verstehen, wie es der Regisseur möchte. Georg Seeßlen sah den Film in der ZEIT positiv. Die DDR sei in der Leander-Haußmann-Mythologie vom surrealen Neverland unter der Oberfläche von Macht und Alltag auf die angenehmste Art aufgehoben.

### Auszeichnungen
Bayerischer Filmpreis 2022
- Auszeichnung als Beste Produktion (Sebastian Werninger, Herman Weigel und Christoph Müller)

Deutscher Filmpreis 2022
- Nominierung für die Beste männliche Nebenrolle (Henry Hübchen)
- Nominierung für das Beste Szenenbild (Lothar Holler)
- Nominierung für das Beste Kostümbild (Janina Brinkmann)
- Nominierung für die Besten visuellen Effekte und Animation (Denis Behnke)

Festival des deutschen Films 2022
- Auszeichnung als Bester Film
- Nominierung für den Rheingold Publikumspreis[23][24]